# Galvanostat
Ein Galvanostat ist ein in der Elektrochemie eingesetztes elektrisches Messgerät, welches ähnlich wie der verwandte Potentiostat arbeitet:
- der Galvanostat hält elektrische Ströme durch eine elektrochemische Zelle konstant und erfasst eine sich daraus ergebende elektrische Spannung
- der Potentiostat hält eine elektrische Spannung zwischen Elektroden konstant und erfasst den sich daraus ergebenden elektrischen Strom.

Im Prinzip stellt der Galvanostat eine spezielle Bauform eines Regelverstärkers dar, welcher für die Messung über drei Elektroden an der elektrochemischen Zelle verfügt:
- eine Arbeitselektrode
- eine hochohmige Referenzelektrode
- eine Gegenelektrode,

welche alle drei im Betrieb mit einem zu untersuchenden galvanischen Element verbunden sind. Um den Referenzstrom auch durch hochohmige elektrochemische Zellen treiben zu können, ist die Spannungsquelle im Galvanostat als variable Hochspannungsquelle realisiert. 
Die Hauptanwendungen für Galvanostaten sind elektrochemische Untersuchungen. Dazu zählen unter anderem Untersuchungen der chemischen Reaktionen, die durch den elektrischen Strom hervorgerufen werden, wie bei der Elektrolyse, oder die durch einen elektrischen Strom verursacht sind wie in Batterien oder Brennstoffzellen. 